# تايجو تينايستي
تايجو تينايستي (31 يناير 1988 إستونيا - ) هو لاعب كرة قدم إستوني، يلعب كلاعب وسط.

## روابط خارجية
- تايجو تينايستي على موقع الاتحاد الدولي (مؤرشف)  (الإنجليزية)
- تايجو تينايستي على موقع الاتحاد الأوربي (الإنجليزية)
- تايجو تينايستي على موقع اتحاد إستونيا (الإنجليزية)
- تايجو تينايستي على موقع قاعدة بيانات كرة القدم.إي يو (الإنجليزية)
- تايجو تينايستي على موقع ناشيونال فوتبول تيمز (الإنجليزية)
- تايجو تينايستي على موقع Soccerway.com (الإنجليزية)